# Ница Грозева
Ница С. Грозева е българска лекарка.

## Биография
Родена е през 1888 г. в Стара Загора. Средно образование получава в Девическата гимназия в родния си град. През 1908 г. започва да учи естествени науки в Женева. Завършва филология в Цюрих през 1911 г. След завръщането си в България е учителка в Стара Загора. Дирижира ученическият хор при Катедралния храм „Св. Димитър“. По време на Балканската война е самарянка във военната болница в Стара Загора. През 1925 г. завършва медицина в Берлин. Работи като младши, а по-късно старши лекар, началник на гръдното отделение в болницата в Стара Загора. В периода 1940 – 1945 г. работи като лекар в болниците в Свищов и Ловеч. Има големи заслуги в борбата с туберкулозата при заболяванията в детска възраст. Основава детската здравна колония в село Поповци, област Стара Загора. Членка е на Женското дружество „Пробуда“ и Българския женски съюз. Умира през 1973 г. в Стара Загора.